# Křížová cesta (Valeč)
Křížová cesta ve Valči na Karlovarsku vede jihozápadně z obce od kostela Nejsvětější Trojice na vrch Kalvárie.

## Historie

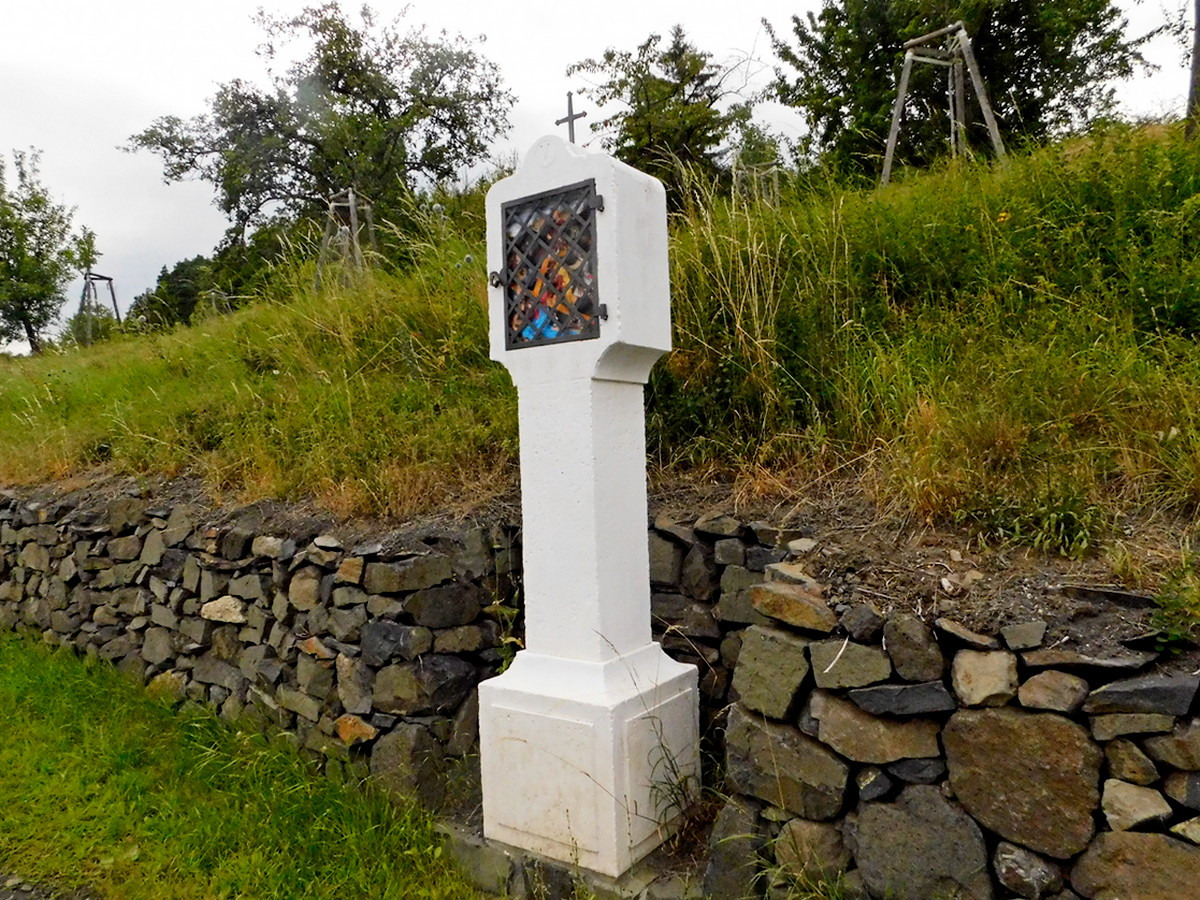
Páté zastavení Křížové cesty

Křížovou cestu tvoří čtrnáct zastavení rozmístěných v pravidelných intervalech podél pravé strany silnice na Karlovy Vary a dále při bývalé polní cestě na vrch Kalvárie (Kalvarienberg). Zastavení mají nízké hranolové pískovcové podstavce s horní zúženou profilovanou hlavicí, stěny podstavců jsou zdobeny jednoduchými plochými obdélnými reliéfními rámci a na vrcholech podstavců jsou osazeny dřevěné kříže. Na vrchu stála kamenná kalvárie, jejíž dílo je připisováno sochaři Antonínui Braunovi, synovci Matyáše Bernarda Brauna, s nímž předtím pracoval na sochách v zámeckém parku a na výzdobě sloupu Nejsvětější Trojice. Z původního sousoší čtyř soch kalvárie se nedochoval Kristus na kříži, ale jen tři sochy truchlících, které stály pod ním. Originály jsou v posledních letech instalovány v chodbě přízemí zámku ve Valči.  Jejich volné repliky s doplněnými pažemi byly osazeny na místě původního vrchu Kalvárie. Stavebníkem křížové cesty byl Johann Ferdinand Kager z Globenu, slavnostní vysvěcení proběhlo 15. září 1741.
Po roce 1945 křížová cesta postupně zanikala. Některá zastavení se nedochovala, z některých zbyly jen části podstavců. Podstavec VIII. zastavení křížové cesty byl použit jako sokl nově vztyčeného pískovcového kříže na kamenné zídce u cesty v části města zvané Nový Svět. Další sokl z některého ze zastavení byl druhotně použit jako podstavec železného kříže na místě strženého pomníku obětem 1. světové války na prostranství u farního kostela Narození svatého Jana Křtitele na náměstí uprostřed města. Zachován na svém místě byl podstavec III. zastavení, na jehož vrcholu byl posazen sokl dalšího zastavení zaniklé křížové cesty.
Celá křížová cesta byla obnovena v letech 2016 - 2017.
Kalvárii s poutním kostelem Nejsvětější Trojice ve Valči spojovaly také výklenkové kaple, jež dali postavit různí zbožní dárci během 17, až 18. století, většinou podél lesní cesty. Z těch byla dosud obnovena jen jediná, zasvěcená Nejsvětější Trojici. V lese na cestě k bývalému mlýnu se dochovala ruina kaple Hoppovy.

## Galerie

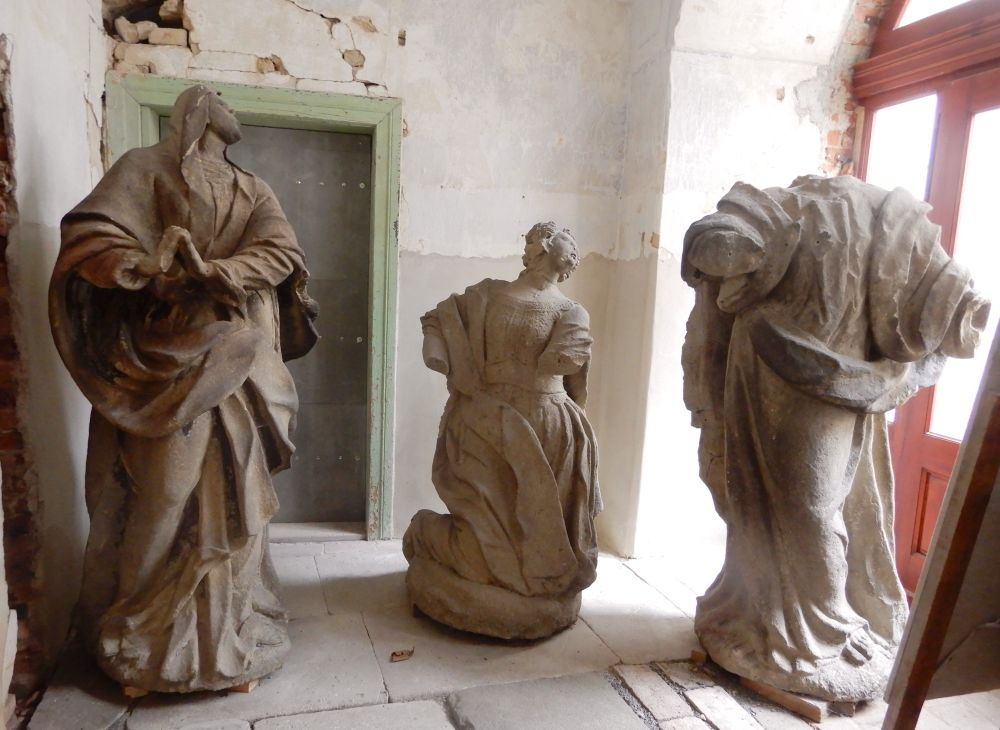
P. Marie, Magdaléna a Jan Evangelista
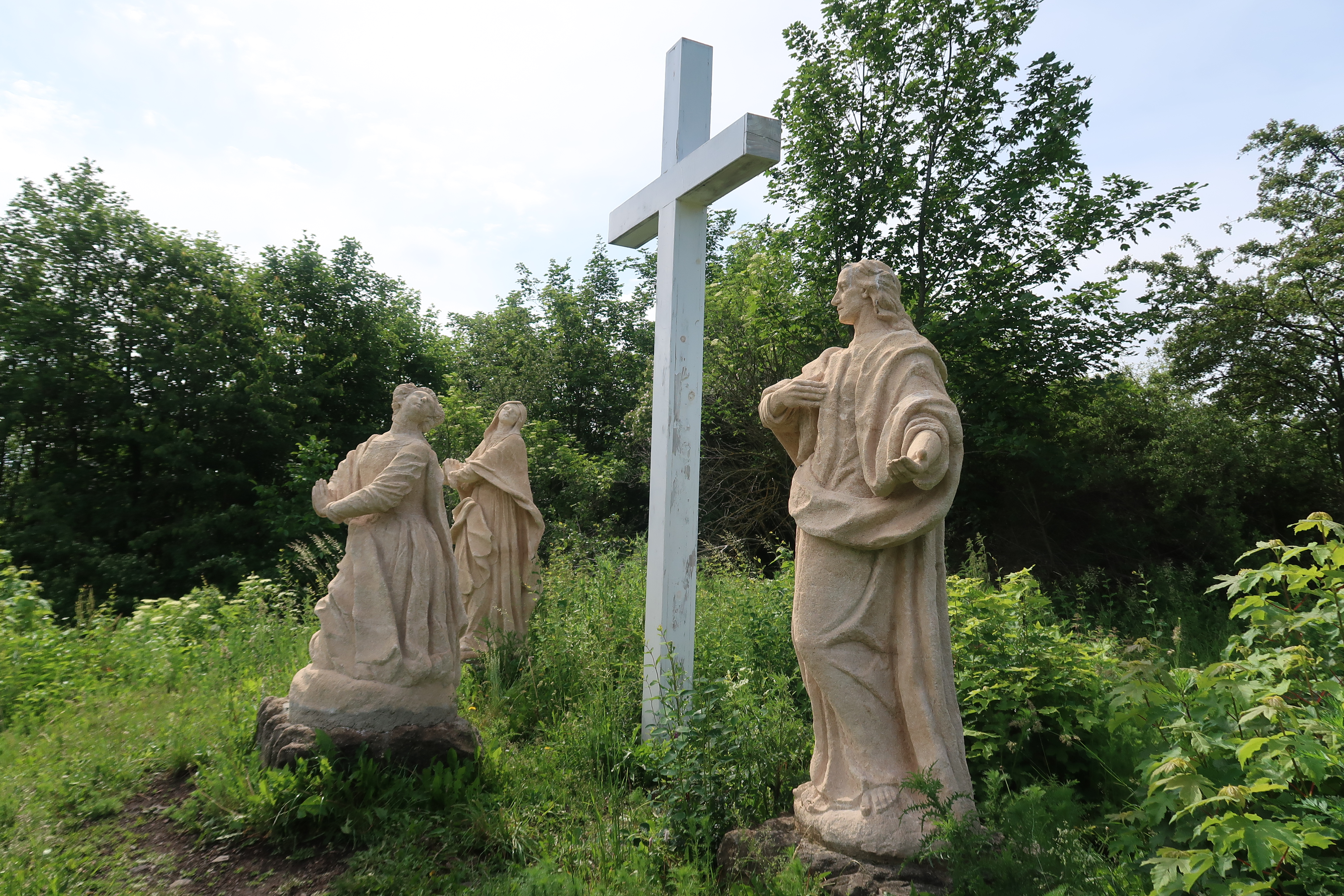
Nová replika Kalvárie
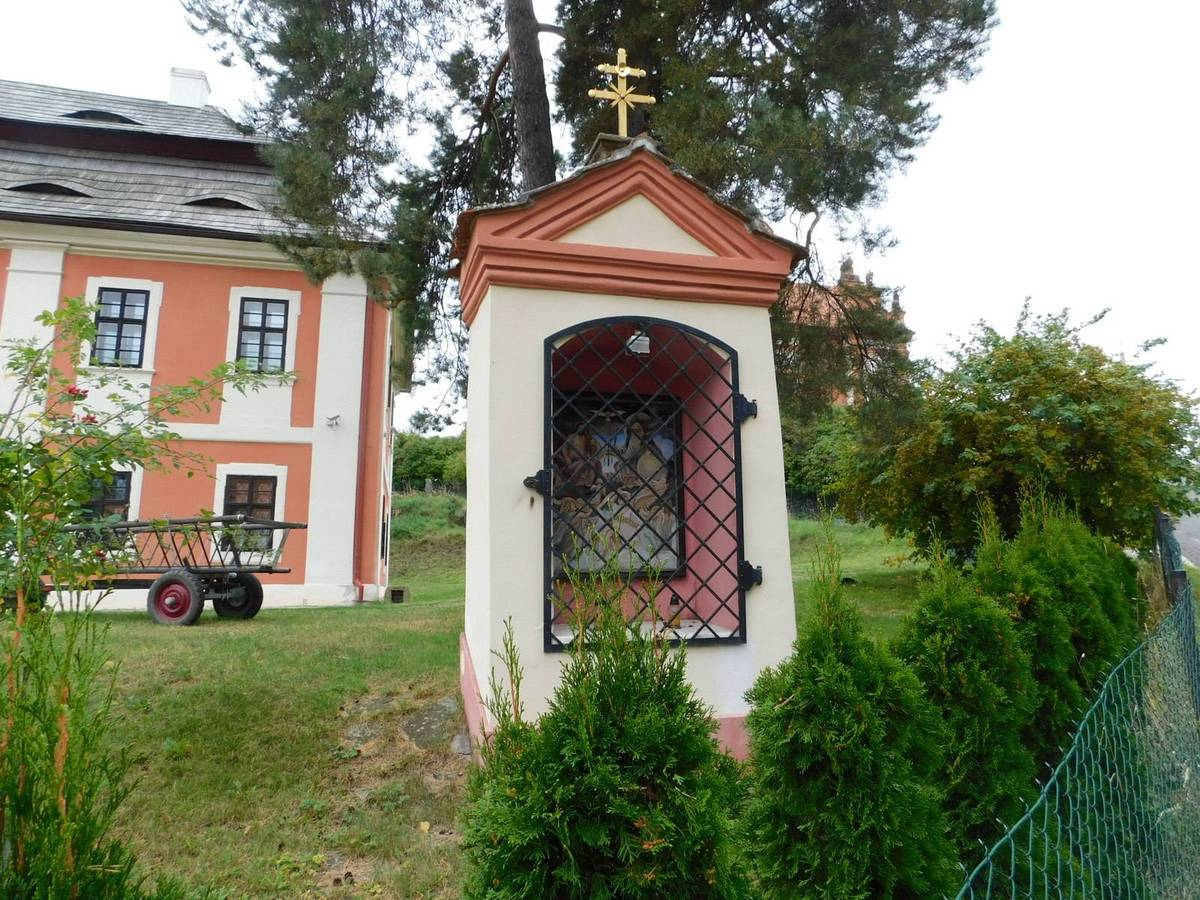
Obnovená kaple Nejsv. Trojice